# Spiritfarer
Spiritfarer é um jogo eletrônico de ação indie, do gênero simulação de gerenciamento e sandbox, desenvolvido e publicado pelo estúdio canadense Thunder Lotus Games em 18 de agosto de 2020. O jogo foi disponibilizado para as plataformas Microsoft Windows, macOS, Linux, PlayStation 4, Nintendo Switch, Xbox One e Stadia. O personagem principal, Stella , torna-se uma "Spiritfarer", cujo trabalho é transportar os espíritos dos falecidos para a vida após a morte. De modo geral, o jogo recebeu críticas positivas dos críticos, que elogiaram sua jogabilidade lenta, animação detalhada, trilha sonora orquestral e temas únicos.

## Enredo
O jogador assume o papel de Stella, acompanhada por seu gato de estimação Daffodil, que assume o lugar do mitológico Caronte como a nova Spiritfarer, uma barqueira que deve navegar pelo mar para encontrar espíritos, conceder-lhes seus últimos desejos, e finalmente levá-los para a Porta Eterna, uma porta de entrada para a vida após a morte.